# Phil Dokes
Philip Dennis Dokes (Little Rock, 7 settembre 1955 – Jacksonville, 7 dicembre 1989) è stato un giocatore di football americano statunitense che ha militato nel ruolo di defensive end nella National Football League (NFL).

## Carriera
Dokes al college giocò a football all'Oklahoma State University-Stillwater. Fu scelto come 12º assoluto nel Draft NFL 1977 dai Buffalo Bills. Malgrado l'alta scelta del draft disputò due sole stagioni come professionista, scendendo in campo in 25 partite, di cui 10 come titolare.